# Uropygi
Ordre
Les uropyges (Uropygi) sont un ordre d'Arachnides du sous-embranchement des Chélicérés de l'embranchement des Arthropodes. 
Ils vivent dans les régions chaudes et humides. Toutes les espèces actuelles, près de 120, sont placées dans la famille des Thelyphonidae.

## Phylogénie

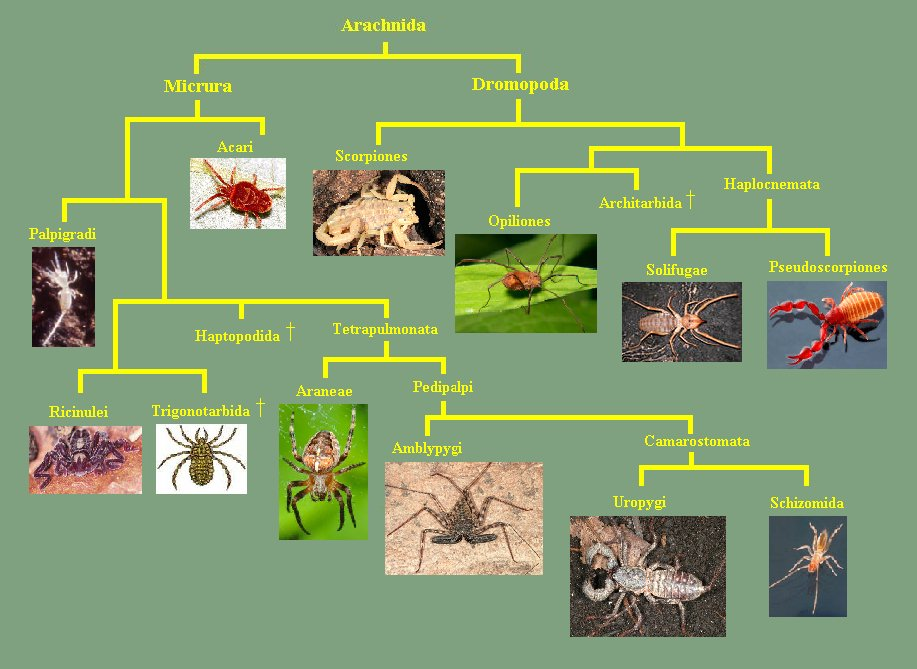
Classification des Ordres d'Arachnides.

Les premiers uropyges connus datent du Carbonifère et ne diffèrent par aucun caractère important des espèces actuelles. Ils appartiennent à la Famille des Geralinuridae. 
La phylogénie est complexe, souvent révisée et changée. Les uropyges et amblypyges étaient tous deux réunis comme deux Familles sous l’ancien Ordre des pédipalpes. Les deux familles ont été séparées en deux Ordres. Puis, l’Ordre des uropyges qui comprenait les Familles des Thelyphonidae (uropyges) et des schizomides (anciennement les Tartarides), a aussi été séparé en deux ordres distincts, les schizomides ayant une morphologie interne différente et ayant aussi plus d’affinité et une parenté presque directe avec l’ordre des palpigrades. Tous trois formèrent donc des ordres distincts. Plusieurs taxonomistes sont d’avis que l’Ordre des Uropygi devrait s’appeler proprement dit l’ordre des Thelyphonida Latreille, 1804 (nom type) puisque Uropygi, incluait originellement les schizomides.
Werner, 1935, pensait que les uropyges seraient issus de formes terrestres du genre Sternarthron qui sont en fait des Chresmodidae. 
Les uropyges ont des affinités marquées avec la plupart des autres Ordres et occupent une sorte de position centrale dans la Classe des Arachnides,.

## Autres appellations
Les uropyges sont aussi appelés thelyphonide, pisse-vinaigre ou vinaigriers en français et whipscorpion ou vinegaroon en anglais et vinegarone, vinagrillo ou vinagrón en espagnol.

## Éthologie
Animal prédateur, l'uropyge vit au sol, où il chasse. Hygrophile, il passe la plupart du temps dans son terrier qu’il a lui-même creusé ou dans son abri sous une pierre ou d'autres gros débris du sol et même, exceptionnellement, dans des fourmilières (Hypoctonus oatesii). L’entrée est de forme ovale et la profondeur du terrier varie, de quelques centimètres jusqu'à 40 voire 80 centimètres. L’animal ne s’éloigne jamais beaucoup de son terrier où il peut trouver un abri en tout temps, en cas de danger. 
Sa chasse se concentre à deux ou trois mètres du terrier. Dès le crépuscule, il sort de son terrier en quête de nourriture. Il chasse et se nourrit de petits arthropodes divers, principalement d’insectes. Animal assez timide face à l’adversaire, il abandonne facilement la lutte contre des proies un peu difficiles à maîtriser et trop grosses pour lui. Il est plutôt lent dans ses déplacements mais avec quelquefois de petites pointes de vitesse. Par contre, il est très rapide pour saisir et capturer une proie. Cette dernière est amenée par les pédipalpes aux chélicères qui la broient pour en faire une bouillie qui est ensuite menée par capillarité et aspirée par le pharynx (bouche) ; seuls sont rejetés les téguments chitineux solides.
Sauf pour la reproduction et lorsqu’une femelle donne naissance à des petits, les uropyges ne supportent absolument pas la présence de leurs congénères, allant jusqu'à se battre, ce qui peut entraîner de sérieuses mutilations.

## Distribution

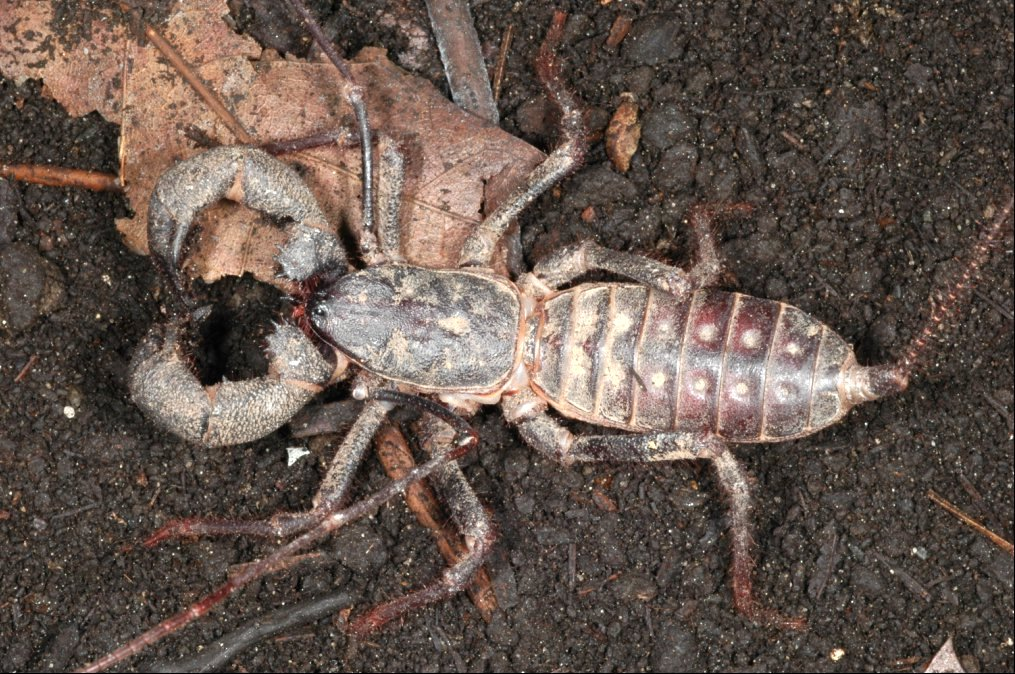
Mastigoproctus giganteus.

À part quelques espèces qui se sont adaptées et supportent une sécheresse relative, les Uropyges vivent dans les milieux tropico-humides. Ils peuplent divers pays du sud-est asiatique comme le sud de la Chine, la Birmanie, la Malaisie, l’Inde, la Thaïlande, l’Indonésie, aux Amériques, allant du sud des États-Unis jusqu’au Brésil, ainsi que dans les Antilles. 
En Afrique, une seule espèce est présente, Etienneus africanus, endémique du Sénégal, de la Gambie et de Guinée-Bissau.
Les Uropyges sont absents de l’Australie et de l’Europe.

## Morphologie

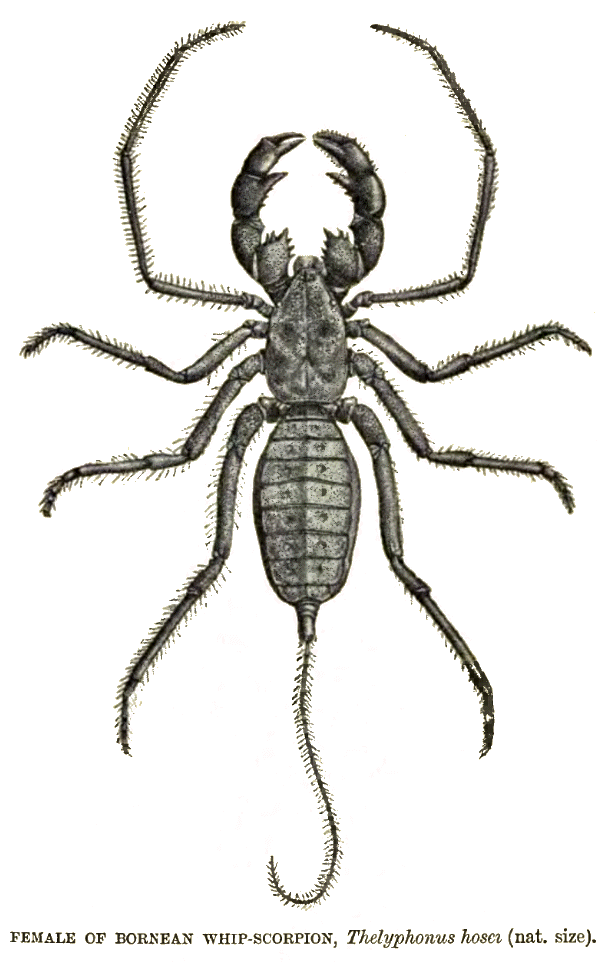
Thelyphonus doriae hosei.

Dans l’ensemble, les uropyges est un ordre d’aspect et de forme et de couleur homogène. De taille variée allant de 18 à 85 mm mais la plupart des espèces ont une dimension inférieure à 30 mm, la plus grande espèce étant Mastigoproctus giganteus. De couleur variant du brun-rouge allant presque jusqu’au noir cendré, l’uropyge se fond avec la couleur du sol. Le corps est constitué d’un céphalothorax dont le prosoma (partie supérieure) est revêtu d’un bouclier de chitine et un abdomen divisé en 12 segments. À l’extrémité de l’abdomen se situe un flagelle multiarticulé, recouvert de nombreux poils sensibles à tout déplacement d’air. Ce flagelle est souvent balancé latéralement de gauche à droite. À la base du flagelle, l’uropyge possède des glandes répulsives. Il a comme tous les Arachnides quatre paires de pattes, dont trois ambulatoires et une antenniforme et tactile dont il se sert pour évaluer son environnement et pour la détection des proies. Il possède de puissants pédipalpes qui lui servent à capturer ses proies et lors de l’accouplement. Les chélicères servent à déchiqueter les proies. L’uropyge respire à l’aide de deux paires de poumons. Le dimorphisme sexuel est faible chez les Uropyges, les sexes sont assez difficiles à définir quoique pour plusieurs espèces, les pédipalpes des mâles soient beaucoup plus grands que chez les femelles. Les yeux sont peu fonctionnels et se limitent à une fonction photo-réceptive à la lumière. L’information est essentiellement reçue par la captation des vibrations du sol par les pattes, par les poils ordinaires et les poils sensitifs assimilables à des trichobothries et par le toucher des pattes antenniformes qui sont aussi chémorécepteurs (ex. : peut distinguer, au contact, l’eau pure et l’eau salée,.

## Glandes défensives

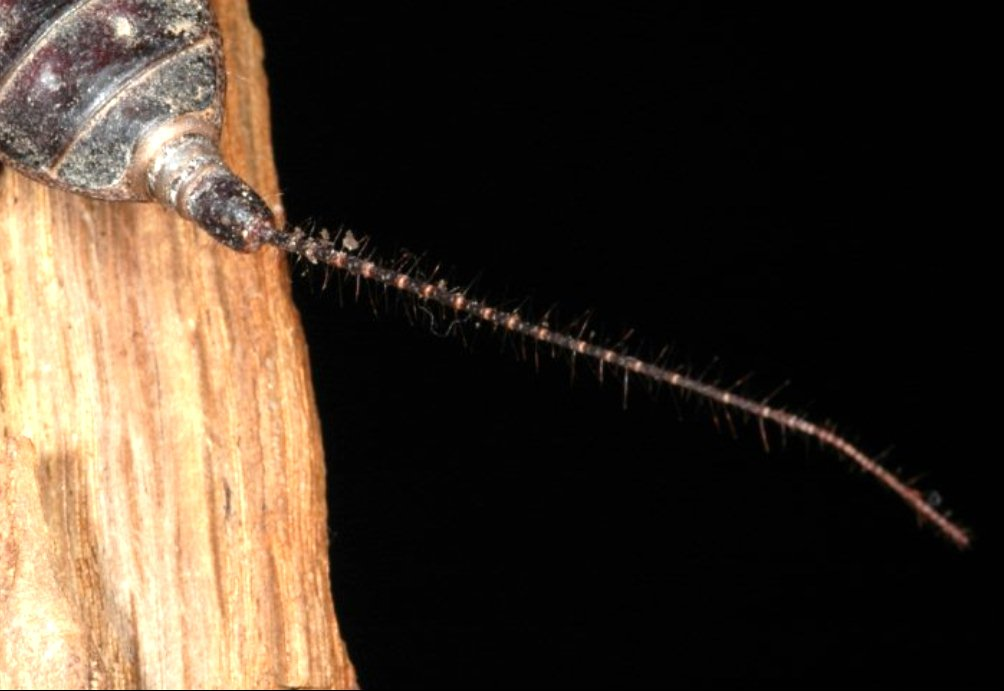
détail du flagelle Mastigoproctus giganteus.

L’uropyge est un animal ayant l’apparence d’un scorpion, cependant, il ne possède pas de glande à venin mais possède plutôt une paire de glandes anales (dites glandes défensives) qui lui est propre, situées à la base du flagelle de chaque côté de l’anus. 
Ces glandes, au besoin, propulsent de fines gouttelettes. Le répulsif peut être un composé d’acide acétique, octanoïque, formique ou chloré. Il peut ainsi projeter ce liquide à quelque 30 centimètres de distance. Ce système de défense est particulièrement efficace contre divers prédateurs, particulièrement pour les muqueuses et les yeux.

## Reproduction
Lors de la période de l’accouplement qui varie selon les régions mais généralement à l’automne, les mâles deviennent nomades et sont à la recherche d’une femelle. Les uropyges, lors de l’accouplement, font une parade sexuelle complexe dite « promenade nuptiale » analogue. Cette parade peut être très longue et dure des heures voire plus d’une journée.  Le mâle saisit les derniers articles des pattes antenniformes et dirige la femelle dans d’interminables mouvements de va-et-vient, tirant et repoussant la femelle dans tous les sens. Au bout de plusieurs heures, le mâle choisit minutieusement un endroit propice et dépose au sol (comme chez les scorpions) un spermatophore puis attire la femelle au-dessus de celui-ci. La femelle ainsi fécondée est ensuite relâchée plusieurs heures après par le mâle qui s’éloigne ensuite. La femelle, en prévision de la ponte, chassera abondamment. Son abdomen distendu lui assurera les réserves d’énergie dont elle a besoin.

## La ponte

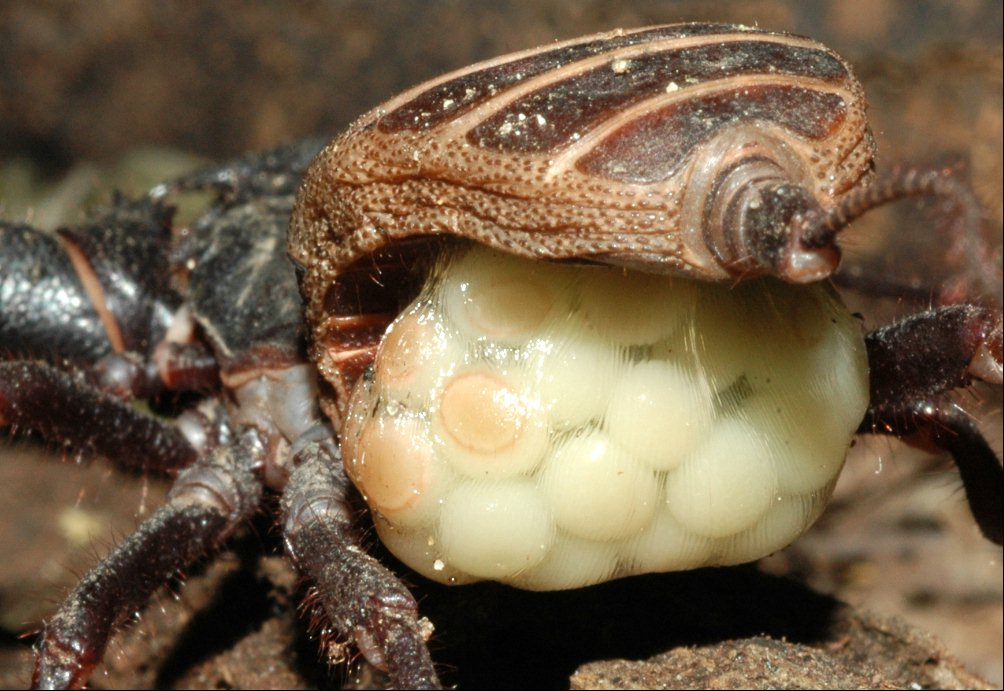
Sac d'œufs d'une femelle de Mastigoproctus giganteus.

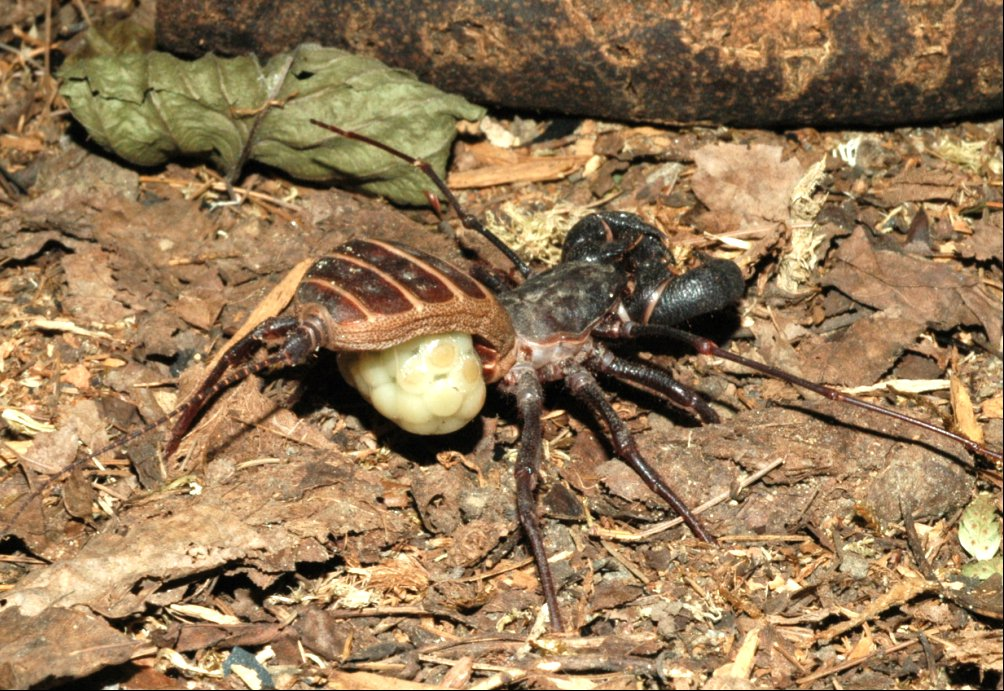
Sac d'œufs d'une femelle de Mastigoproctus giganteus.

Après trois à sept mois et quand la femelle est prête à pondre, elle colmate son terrier et s’installe au fond de celui-ci. 
Ovipare, la femelle pond des œufs qu’elle expulse au nombre de 10 à 35-40 avec un abondant liquide visqueux et logés dans un sac (comparable à un placenta externe) formé d’une membrane anhiste et transparente fixée à la plaque génitale. 
Pour ce faire, la femelle se sert de ses deux paires de pattes arrière et les place en forme de panier. Durant la ponte, les œufs sont ainsi retenus et ne touchent donc pas le sol. 
Les œufs complètement expulsés, le sac est alors pressé à l’aide de ses pattes sous son abdomen où il adhère. La femelle porte et transporte ainsi sa ponte sous son abdomen dans tous ses déplacements. 
En plus du terrier qui assure déjà une hygrométrie élevée, le sac et le liquide protégeront les œufs de la dessiccation. Immobile, protectrice et se privant de toute nourriture, la femelle supporte ainsi ses œufs sous son abdomen jusqu’à l’éclosion des petits qui a lieu plusieurs semaines après la ponte. 
La grosseur de l’œuf varie selon les espèces et la dimension de l’adulte. Durant cette période, il n’est pas rare que la femelle dérangée pour une raison quelconque sacrifie sa ponte et mange alors ses œufs.

## Naissances
Rendus à terme, les petits naissent en déchirant la membrane du sac abdominal. Leurs tarses sont pourvus de minuscules disques adhésifs qui leur servent à adhérer au corps de la mère. Ils grimpent sur le dos de celle-ci, recouvrant parfois tout son abdomen et même son corps tout entier, ils ont un aspect ténérale et sont d’un blanc laiteux. Ils restent ainsi immobiles et fixés. Après environ deux semaines, ils subissent une première mue et, après 10-12 jours supplémentaires, une deuxième mue. Ils ont alors la forme des adultes en miniature, la même couleur sauf pour les pédipalpes qui sont d’un rouge-orangé. Quelques jours après, leur chitine a durci, les premiers jeunes quittent alors leur mère et explorent le terrier, ils y resteront pour deux semaines ou plus. Quand tous les jeunes sont prêts à la chasse, la femelle ouvre le terrier. Les jeunes uropyges cohabiteront avec leur mère encore quelques jours mais quitteront peu à peu le nid familial. Il n’est pas rare dans la nature que les femelles amaigries et en léthargie depuis des semaines et même des mois, épuisées par le jeûne, meurent tandis que d’autres survivent.

## Croissance

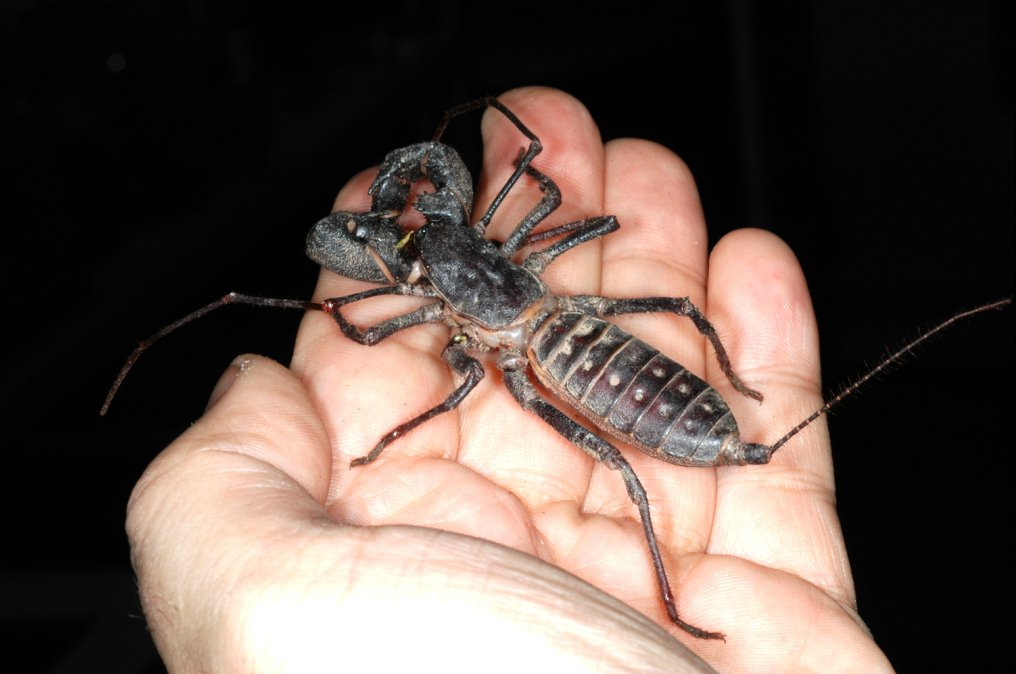
Mastigoproctus giganteus.

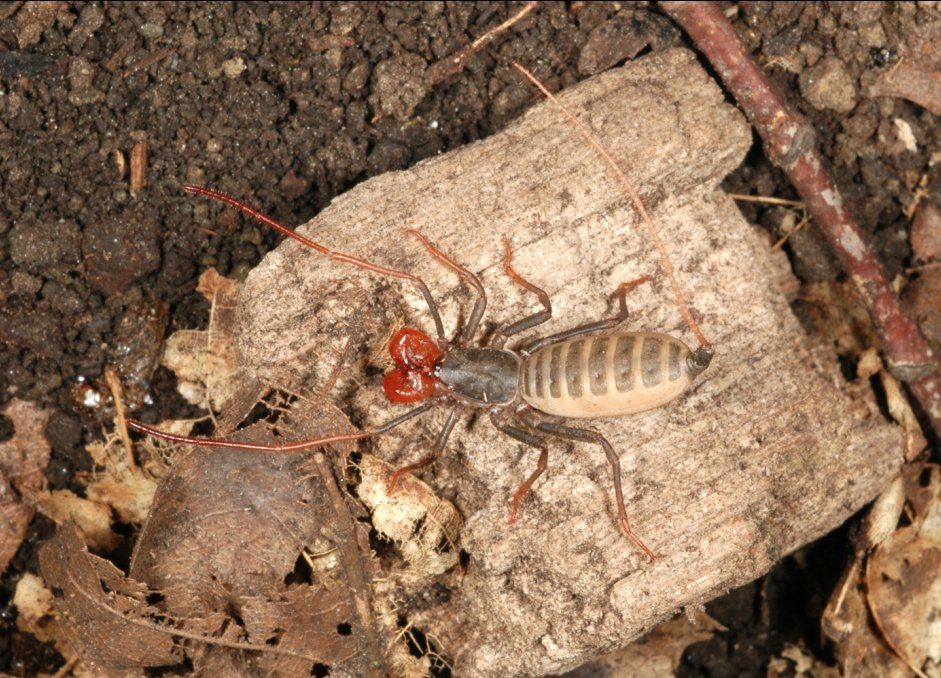
jeune Mastigoproctus giganteus.

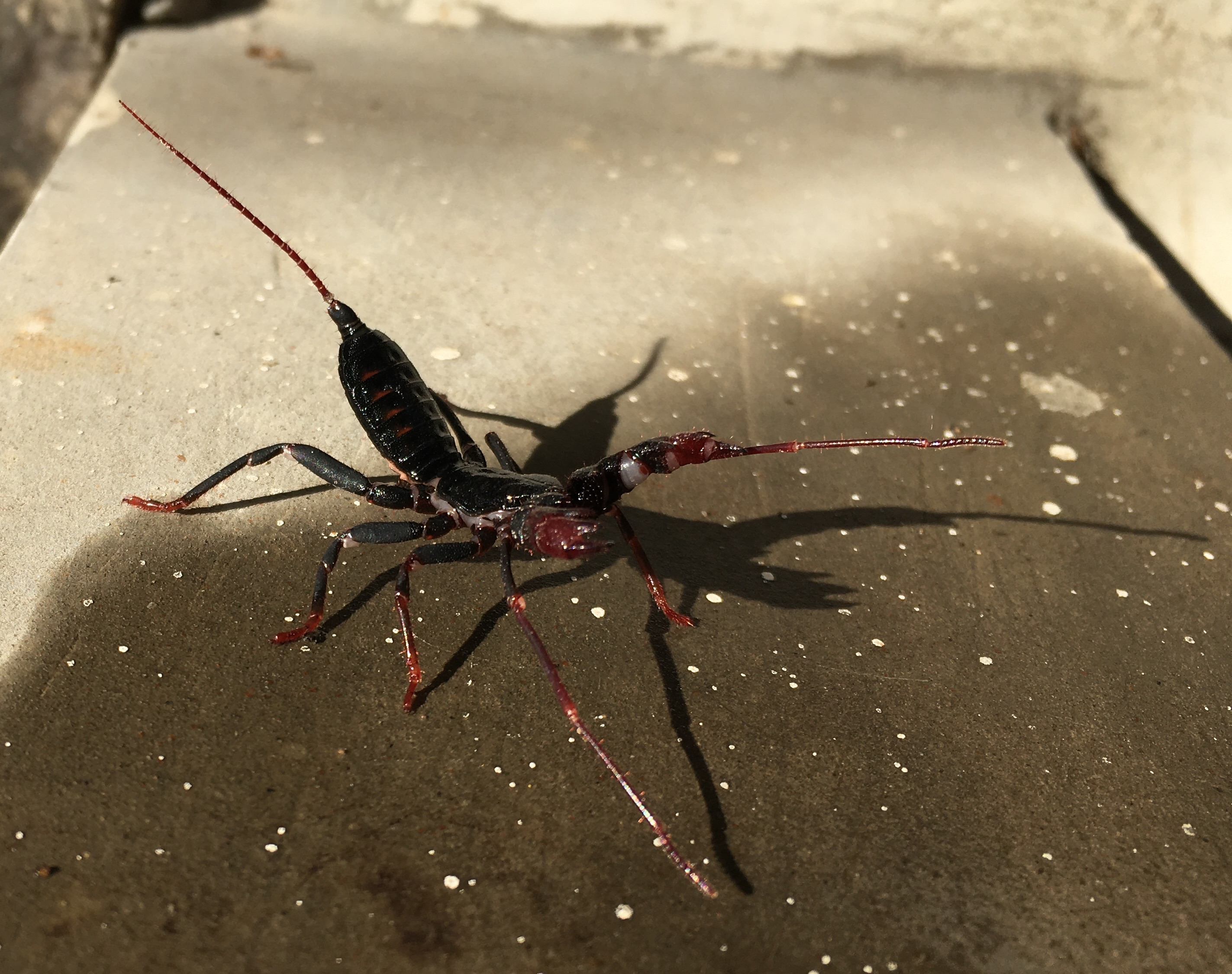
Uropyge de Java Thelyphonus doriae.

La croissance est lente, seulement une mue par an ou presque. Les jeunes uropyges ne deviennent pas adultes avant 3 ans. Plusieurs n’atteindront pas l’âge adulte, victimes de prédateurs. 
Les uropyges vivent en moyenne de cinq à sept ans.

## Classification
Selon Whip scorpions of the World (version 1.0) et The World Spider Catalog (version 18.5, 2018) :
- Thelyphonidae Lucas, 1835 ;

et les genres plésions par le passé placés dans la famille obsolète des Geralinuridae :
- † Geralinura Scudder, 1884 ;
- † Parageralinura Dunlop & Tetlie, 2008 ;
- † Proschizomus Dunlop & Horrocks, 1996 ;
- † Prothelyphonus Frič, 1904.

## Publication originale
- Thorell, 1883 : Descrizione di alcuni Aracnidi inferiori dell'Arcipelago Malese. Annali del Museo Civico di Storia Naturale di Genova, vol. 18, p. 21-69.